# Boécourt
Boécourt je obec ve švýcarském kantonu Jura. Žije zde 914 obyvatel.

## Geografie

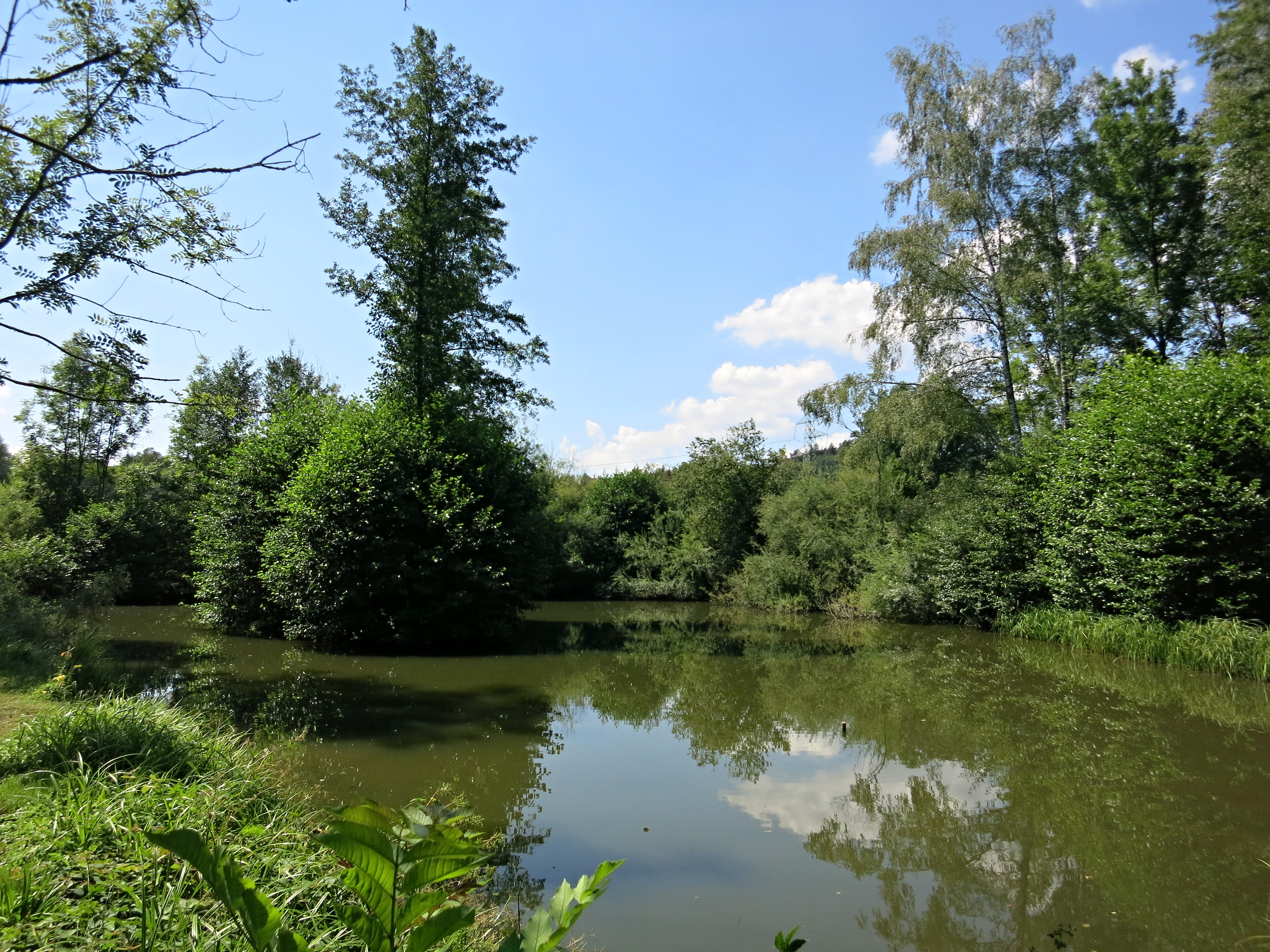
Jezero Étang du Grand Chenal

Boécourt leží v nadmořské výšce 516 metrů, vzdušnou čarou 10 kilometrů západně od hlavního města kantonu, Delémontu. Obec se rozkládá na dolním jihovýchodním svahu jurského masivu Mont Russelin, který odděluje údolí řeky Doubs od Delémontské kotliny.
Území obce o rozloze 12,3 km² pokrývá severozápadní část intenzivně obdělávané roviny Delémontské pánve. Na západě zasahuje až k hřebeni pohoří Mont-Russelin, které tvoří rozvodí mezi povodími Rhôny (do Středozemního moře) a Rýna (do Severního moře). Spodní jihovýchodní svah tohoto řetězce se vyznačuje rozsáhlými loukami a pastvinami, zatímco horní část je pokryta lesem. Nejvyšším bodem obce je hora L’Ordon ve výšce 951 m n. m. Na severu se území obce rozprostírá na svahu řetězce Les Rangiers téměř až k vrcholu průsmyku Les Rangiers. Východní část leží v oblasti potoka Rouge Eau a zahrnuje zalesněné výšiny Tramont (620 m n. m.). Celá oblast obce je odvodňována do řeky Sorne. V roce 1997 tvořila 9 % rozlohy obce zastavěná plocha, 42 % lesy a lesní pozemky, 48 % zemědělské plochy a necelé 1 % neproduktivní půda.
K obci Boécourt patří osady Séprais (605 m n. m.) na terase východně od masivu Mont-Russelin a Montavon (627 m n. m.) na ostrohu na jižním svahu Les Rangiers, zemědělská osada Les Lavoirs a několik samostatných farem. Sousedními obcemi Boécourtu jsou Haute-Sorne, Develier, Bourrignon, Clos du Doubs a La Baroche.

## Historie

Letecký pohled (1955)

Boécourt byl poprvé zmíněn v roce 1141 jako Boescort v bule vydané papežem Inocencem II., která potvrzovala, že farnost Boécourt patří klášteru Bellelay. Území obce však bylo osídleno již mnohem dříve, jak dokládají nálezy keramiky z pozdní doby bronzové u Les Montoyes. Od 1. do 3. století n. l. se v této oblasti nacházel římský statek. Od vrcholného středověku až do 19. století byl poblíž Montavonu v provozu železný důl s tavicími pecemi.
Jako jedna ze 13 svobodných vesnic panství Delémont se Boécourt stal v roce 1271 součástí basilejského knížecího biskupství. V letech 1793–1815 patřil k Francii a zpočátku byl součástí départementu du Mont-Terrible, od roku 1800 byl součástí départementu Haut-Rhin. Na základě rozhodnutí Vídeňského kongresu byla obec v roce 1815 převedena do kantonu Bern a poté 1. ledna 1979 do nově založeného kantonu Jura.
První švýcarská vojenská oběť druhé světové války, poručík Rudolf Rickenbacher, zahynul u Boécourtu 4. června 1940 po souboji s německou Luftwaffe.

## Obyvatelstvo
| Rok            | 1850 | 1880 | 1900 | 1910 | 1930 | 1950 | 1960 | 1970 | 1980 | 1990 | 2000 |
| Počet obyvatel | 655  | 695  | 599  | 642  | 647  | 645  | 706  | 756  | 791  | 894  | 814  |

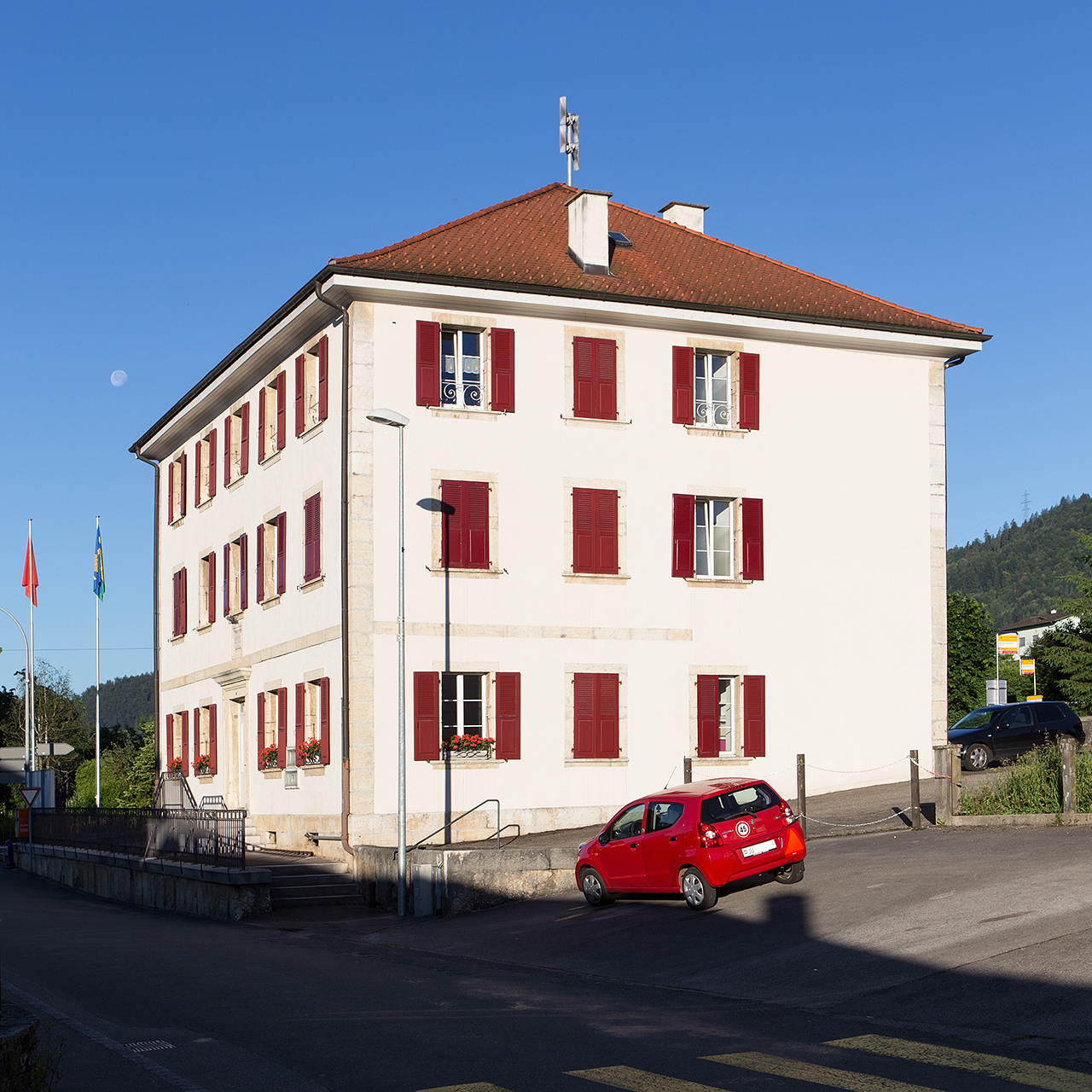
Radnice

Z celkového počtu obyvatel je 91,4 % francouzsky mluvících, 3,9 % německy mluvících a 2,0 % italsky mluvících (stav v roce 2000). V druhé polovině 20. století byl zaznamenán mírný vzestupný trend počtu obyvatel.

## Hospodářství
Ve druhé polovině 20. století se v Boécourtu rozvíjí hodinářství, které se specializuje na výrobu pouzder a skel. Od krize hodinářského průmyslu zejména v roce 1975 se v obci usadil také stavební průmysl. Určitý význam má v Séprais a Montavonu také zemědělství. Mnoho zaměstnanců však za prací dojíždí a pracuje především v oblasti Delémontu.

## Doprava
Obec má dobré dopravní spojení. Díky exitu Glovelier má napojení na úsek dálnice A16 z Delémontu do Porrentruy, který byl otevřen v roce 1998 a je napojen jak na švýcarskou státní silniční síť, tak na francouzskou dálniční síť. Železniční stanice Glovelier na trati Delémont–Porrentruy je vzdálena asi 2 km od centra obce. Autobusové linky spojují Boécourt a jeho vesnice s železničními stanicemi Bassecourt a Glovelier.